# Kaple svatého Cyrila a Metoděje (Byzhradec)
Kaple svatého Cyrila a Metoděje je římskokatolická kaple v obci Byzhradec. Patří pod farnost Černíkovice. Vystavěna byla v letech 1869–1870. Je nejvýznamnější památkou obce.

## Bohoslužby
Bohoslužby se v kapli konají čtyřikrát v průběhu května, jednou v červenci a jednou v září.

## Galerie

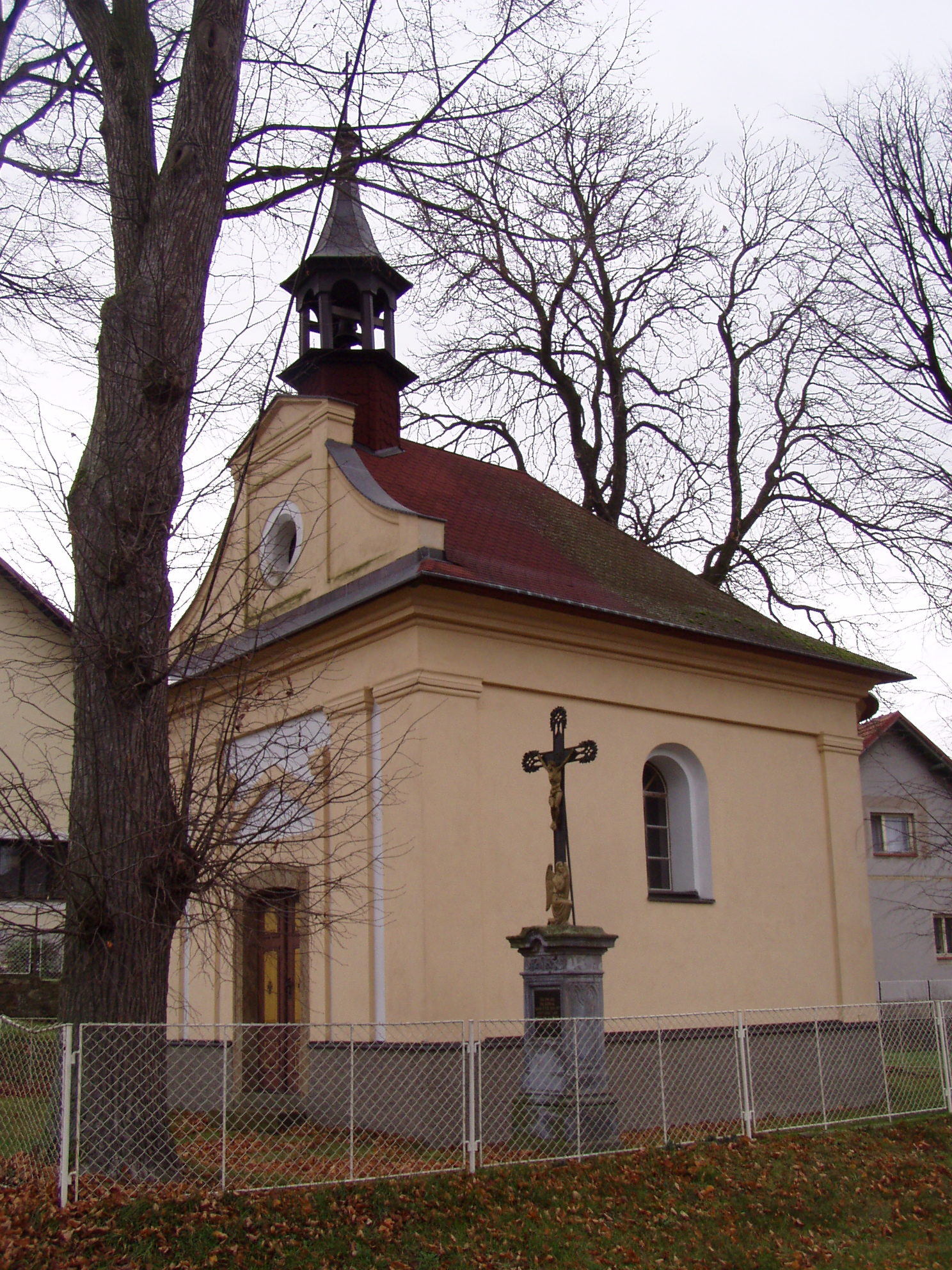
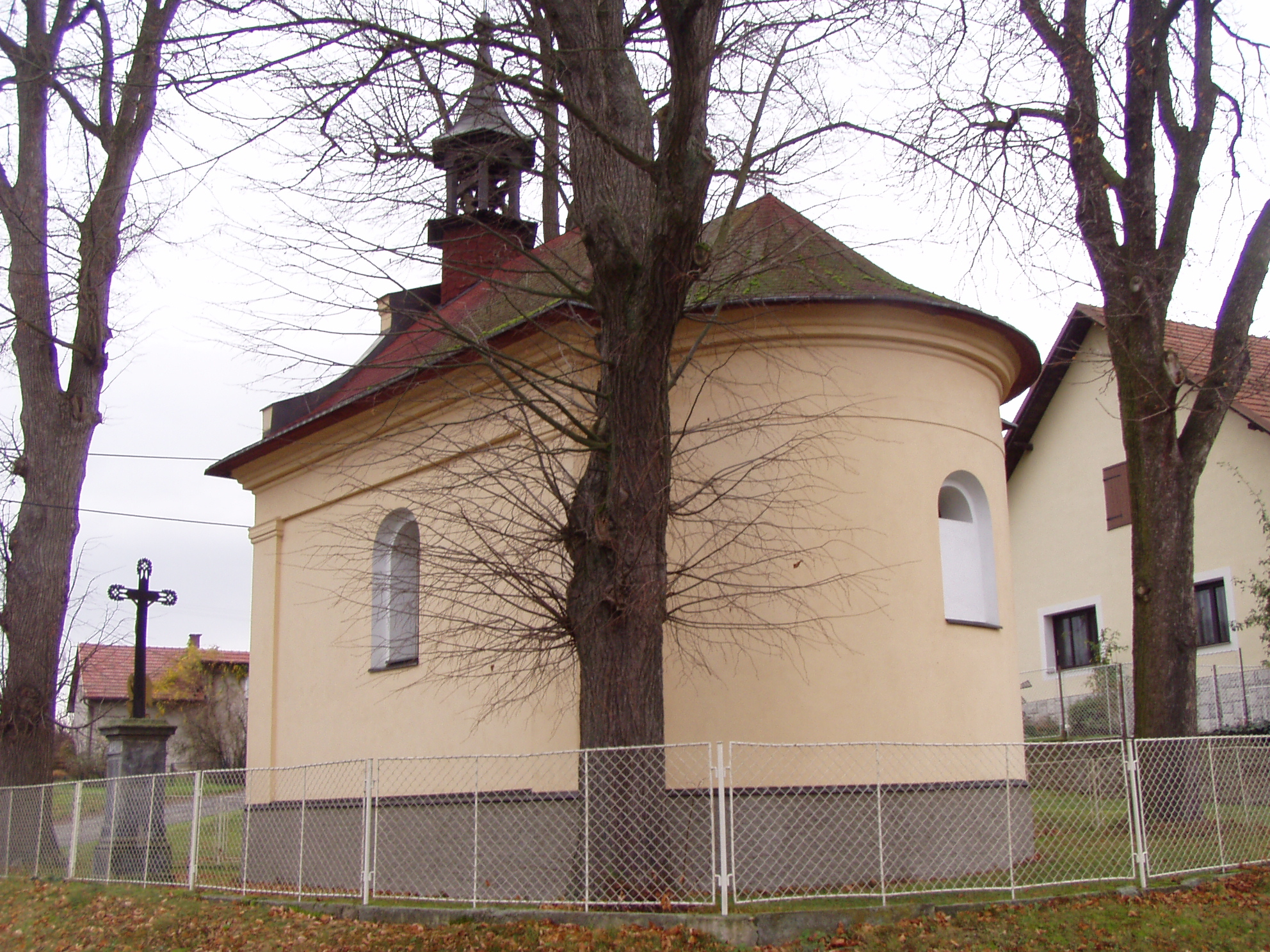